# Geir Gulliksen
Geir Gulliksen (Kongsberg, 31 d'octubre de 1963) és un poeta, novel·lista, assagista, autor teatral, escriptor de llibres infantils i editor noruec. Va fer el seu debut literari el 1986 amb la novel·la Mørkets munn. Entre les seves col·leccions de poesia primerenques hi ha Steder: på torget, de 1990, i monografi, de 1995. És editor de l'editorial Forlaget Oktober. El 2008 va ser rebre el Mads Wiel Nygaard. El 2015 va publicar Historie om et ekteskap (Història d'un matrimoni), amb gran èxit de públic i de crítica.